# Vintilă Mihăescu
Vintilă Mihăescu (n. 4 decembrie 1943, Caracal, România) este un artist decorator, pictor și grafician român. Opera sa artistică include lucrări de pictură, grafică, tapiserie, desen și ilustrație de carte. Este soțul artistei Viorela Mihăescu. În timpul comunismului, a realizat lucrări de propagandă a dictatorului Nicolae Ceaușescu. 

## Studii
- 1969-Absolvent al Academiei Națională de Arte „Nicolae Grigorescu”, Secția Tapiserie, București.

## Afilieri
- 1970 Membru Uniunii Artiștilor Plastici, România[2]
- 1980 Membu al „Academiei de Artă Internațională Contemporană", Roma, Italia
- 1994 International Association of Art, Unesco
- Membru al asociației "Fibres , Arte textile" din Nisa, Franța

## Expoziții personale-selecție[3]
- 1980 - 1992 Galeria „Simeza", Bucuresti, Institutul Italian de Cultura Amsterdam, Galeria “BAWAG Bank”, Viena, Austria, Galeria „Orizont" Bucuresti, Galeria „Maitani", Orvieto, Italia, Accademia di Romania, Roma, Italia „Biblioteca Româna", Paris, "Palazzo Dragomani” Castiglion Fiorentino, Galeria municipala Lucca, Italia;
- 1993 "Pentahotel" Salsburg, Austria,
- 1994 Mănăstirea Sf.Francesco, San Miniato, Italia;
- 2000 Galeria "Caminul Artei" etaj, Bucuresti;
- 2002 Institutul de Cultura ”Nicolae Iorga”, Veneția;
- 2003 Centrul Cultural Român, Viena, Austria;
- 2006 Palatul “C.E.C.” București, Galeria “Arta” Câmpulung Muscel;
- 2007 Muzeul de Arta Craiova;
- 2008 Parlamentul European Strasbourg;

## Expoziții de grup[4]
- 1993 - grupul "Fibres" Cannes, Levens, “Pamânt si Foc” Digne, Franta;
- 1998 – Festivalul International de tapiserie, “Palatul Europei” Menton, Franta;
- 1999 - “Maison des Artistes”-Cagnes sur Mèr, Franta;
- 2002 - Festivalul International de Arta Contemporana, Marbella, Spania; “Pixelpoint” Festivalul

International de Arta Digitala, Slovenia; 
- 2003 - Trienala de tapiserie Bucuresti;“Festivalul de Arta Contemporana, Marbella, Spania ,
- 2004 - Artisti bucuresteni” Muzeul de Arta Constanta,
- 2005- galleria Baku, Bucuresti;
- 2006 - Galeria “Senso” Bucuresti;. Galeria Arta, Câmpulung;

Tapiserie, expozitie de grup la Institutul Cultural Român din Madrid, Spania;
- 2007 - expozitie de grup la Muzeul de Istorie Râmnicu Vâlcea, Muzeul National al Agriculturii

din Slobozia, Muzeul de Arta Vizuala din Galati; 
- Tapiserie la Muzeul Municipal “J. Villaseñor “Ciudad Real si Galeria “IdeeaIntegra”

Madrid, Spania; Palatul Parlamentului Bucuresti; Galeria Caminul Artei, etaj Bucuresti; 
Sala Palatului, in cadrul Festivalului “George Enescu”, Bucuresti; Sediul CEC din Sibiu; 
Primaria din Medias; 
- Trienala itineranta de Arte Textile la Braila, Muzeul de Arta Vizuala Galati, Muzeul

National al Agriculturii Slobozia, Muzeul de Arta Craiova, Muzeul Judetean Râmnicu 
Vâlcea, Galeria Frezia, Dej; 
- Salonul National de Arte Decorative (Muzeul National Cotroceni);
- 2008 - expozitie de grup la Muzeul de Arta Constanta;
- Tapiserie la Muzeul de Arta Vizuala din Galati;
- Trienala itineranta de Arte Textile la Muzeul de Arta Cluj, Muzeul de Arta Baia Mare,

Muzeul de Arta Oradea; 
- 2009  Grafica ,Grupa 4,Muzeul National de Arta din Cluj.

## Premii
- 1970 Premiul pentru tapiserie, Teatrul Național.
- 1974 Premiul special, Quatrienala de Arte, Erfurt.
- 1983 Premiul pentru păstrarea tradițiilor la Expozitia Internațională de Artă Decorativă, Erfurt
- 1986 Premiul Legiunii Lazio, Italia
- 1987 Premiul Salonului Național pentru Pictură
- 2004 Ordinul și medalia Meritul Cultural.
- 2009 Premiul Bienalei  internaționale-Cezar Ivanescu